# Terra Nostra (telenovela)
Tierra Nuestra es una telenovela brasileña creada por Benedito Ruy Barbosa y emitida originalmente en su país de origen por TV Globo desde el 20 de septiembre de 1999 hasta el 3 de junio de 2000. Su trama alude a la llegada de inmigrantes italianos a Brasil, entre finales del siglo XIX e inicios del siglo XX, destacando el romance entre dos jóvenes que, por situaciones del destino, presentan más de un obstáculo en las nuevas tierras, mientras todos en su entorno deberán acostumbrarse junto a sus tradiciones, principalmente en una hacienda de São Paulo.
Fue protagonizada por Antonio Fagundes, Raul Cortez, Thiago Lacerda y Ana Paula Arósio y con las participaciones antagónicas de Carolina Kasting, Marcello Antony, Claudia Raia y Angela Vieira. Es una de las telenovelas más exitosas en su país de origen, registrando audiencias de 55 puntos y finalizando con un promedio de 49 puntos según mediciones de Ibope, lo que desencadenó en su exportación a más de 80 países y lograr batir índices de audiencia en países como Estados Unidos, Italia y Portugal.

## Trama

### Argumento
La mayor parte de la historia transcurre en la hacienda de café del interior de São Paulo, mostrando la inmigración italiana en Brasil, destacando el romance de Giuliana y Matteo, dos inmigrantes italianos que querían una vida mejor en tierras brasileñas, pero para que ambos puedan vivir este gran amor, tienen que dejar el pasado atrás, y eso incluye los obstáculos en el camino de la pareja que deben ser superados.

### Sinopsis
1892, Giuliana Splendore (Ana Paula Arósio) es hija de Giulio y Ana, inmigrantes italianos que dejan su país y van a Brasil a consejo de un amigo compatriota, Francesco Magliano (Raul Cortez). En el barco, la joven se enamora de Matteo, otro inmigrante italiano, y los dos hacen planes para casarse cuando lleguen a Brasil, pero una peste provoca la muerte de los padres de Giuliana, y por desgracia Matteo también se infecta. Ella tratando de curarlo, se acerca más a él, pasando una noche de amor juntos, antes de que el barco desembarca en puerto de Santos. Tras el desembarque, una confusión hace que Giuliana y Matteo pierdan contacto, siguiendo caminos diferentes. Ella es acogida por Francesco, un millonario banquero, amigo de sus padres fallecidos, que es marido de Janete (Angela Vieira), una mujer prepotente y arrogante, que son los padres de Marco Antonio (Marcello Antony). Por otro lado Matteo va a trabajar en la hacienda de Gumercindo (Antônio Fagundes), un barón del café que está casado con Maria del Socorro (Débora Duarte) y padre de Angélica (Paloma Duarte) y Rosana (Carolina Kasting).
Una vez que la ve, Marco Antonio se enamora locamente de ella. Francesco ve con buenos ojos el matrimonio de su hijo con ella, pero Janete no. Y Giuliana también rechaza el amor de Marco Antonio, pues está decidida a encontrar a Matteo. Pero, cuando ella descubre que espera un hijo de Matteo, Marco Antonio ve la oportunidad de estar con su amada. Él le pide matrimonio a Giuliana y resignada acepta, al no tener más opción. Janete prepara un plan para que su hijo no tenga que criar un hijo de Giuliana con otro hombre. Con la ayuda de su ama de llaves Mariana (Tânia Bondezan), Janete atiende el parto, pero Giuliana se desmaya después de oír a su hijo llorar, mientras tanto, Janete manda que Mariana se lleve al niño a un orfanato y después le diga que el bebé nació muerto. Tras esto Giuliana se casa con Marco Antonio y tienen una hija.
En la hacienda de Gumercindo, el atractivo de Matteo atrae a las hermanas Angélica y Rosana. Angélica es una muchacha tímida que quiere ser monja, para disgusto de su padre y Rosana, impulsiva y de personalidad fuerte, intenta seducirlo, siendo rechazada varias veces por él. Para forzar a Matteo que se case con ella, Rosana finge haberse entregado a él lo que provoca que su padre mande a buscar a Matteo y lo obligue a casarse con su hija sin creer en su palabra que no toco nunca a Rosana y esta seguía siendo pura, al día siguiente de la noche de bodas Matteo muestra a sus paisanos la sábana blanca manchada con sangre que demuestra que era pura y la lleva a Gumercindo para probar que decía la verdad el cual se siente humillado por la mentira de su hija al mismo tiempo para evitar que Angélica entre a un convento, Gumercindo acepta el pedido de matrimonio de Augusto (Gabriel Braga Nunes), un joven con sueños de ser político, sin embargo, el mantiene un amorío con Paola (Maria Fernanda Candido), una bella y fogosa italiana que llegó en el mismo barco que Matteo y Giuliana. 
Augusto, para evitar que Anacleto, el padre de la joven, lo fuerce a casarse con ella, pone una casa para la muchacha en São Paulo y dan a los padres de Paola unas tierras de café, y este así logra casarse con Angélica. Posteriormente, sin embargo, Angélica y Augusto se mudan a São Paulo, y Paola se vuelve amiga de Angélica, de esa forma, Paola se da cuenta de que Augusto tiene una mujer, y termina su relación con él. Matteo y Rosana tienen un hijo y continúan viviendo en la hacienda, pero él continua pensando en Giuliana y no aguanta más, así que decide irse y dejar a su mujer y a su hijo en busca de su amor, Rosana entra en una depresión hasta que Marco Antonio comienza a frecuentarla y se acuestan en la hacienda de su padre, Rosana se va a vivir con Marco Antonio y su madre. Mientras tanto, por motivos de negocios, Gumercindo se aproxima a Francesco para invertir en su casa bancaria mientras el país esta en una crisis financiera que provoca desempleo general. A estas alturas, Matteo y Giuliana (que ya se reencontraron) viven juntos pero tienen problemas, a causa de sus respectivos matrimonios y los celos. Entre tanto el verdadero destino del hijo de Giuliana y Matteo es descubierto y después de una disputa con su madre adoptiva logran recuperarlo pero tiempo después enferma a causa de un virus infeccioso letal que el pequeño no logra resistir y muere en brazos de Mariana quien lo había visto nacer, además el matrimonio de Francesco e Janete va cuesta abajo, Francesco se enamora de Paola la anterior amante de Augusto y se va a vivir con ella dejando a su esposa Janete, Paola queda embarazada y tienen una niña. Al mismo tiempo Janete se enreda con el cochero al que hace su amante y decide vivir con él. Finalmente los últimos obstáculos que quedan para Matteo y Giuliana, son la arrogante Rosana y el egocéntrico Marco Antonio. Pero el destino provoca que ellos se casen y tengan otro hijo, Mateo acepta criar a la hija de Julianna con Marco Antonio para vivir con su amor. Así viven todos felices.

## Reparto
| Actor/Actriz           | Personaje                                     |
| ---------------------- | --------------------------------------------- |
| Antonio Fagundes       | Gumercindo Telles de Aranha                   |
| Raul Cortez            | Francesco Magliano                            |
| Thiago Lacerda         | Matteo Batistela                              |
| Ana Paula Arósio       | Giuliana Splendore                            |
| Carolina Kasting       | Rosana Telles de Aranha                       |
| Marcello Antony        | Marco Antônio Magliano                        |
| Débora Duarte          | Maria do Socorro Teles de Aranha              |
| Maria Fernanda Cândido | Paola Spezatto                                |
| Ângela Vieira          | Janete Magliano                               |
| Juan Alba              | Josué Medeiros                                |
| Cláudia Raia           | Hortência Hernández                           |
| Gabriel Braga Nunes    | Augusto Marcondes                             |
| Paloma Duarte          | Angélica Teles de Aranha                      |
| Bianca Castanho        | Florinda                                      |
| Lu Grimaldi            | Leonora Migliavacca                           |
| Antonio Calloni        | Bartolo Migliavacca                           |
| Tânia Bondezan         | Mariana Benetti                               |
| Fábio Dias             | Amadeo Diniz                                  |
| Lolita Rodrigues       | Dolores Martínez                              |
| Mário César Camargo    | Anacleto Spezatto                             |
| Débora Olivieri        | Inês Spezatto                                 |
| Odilon Wagner          | Altino Marcondes                              |
| Paulo Figueiredo       | Comandante Eriberto                           |
| Jackson Antunes        | Antenor                                       |
| Elias Gleizer          | Padre Olavo                                   |
| José Dumont            | Batista                                       |
| André Luiz Miranda     | Tiziu                                         |
| Paulo de Almeida       | Antônio Martinez (Toninho)                    |
| Gésio Amadeu           | Damião                                        |
| Tarciana Saad          | Matilde                                       |
| Fernanda Muniz         | Luísa                                         |
| Ticiane Pinheiro       | Nina                                          |
| Adhenor de Souza       | Juvenal                                       |
| Sônia Zagury           | Antônia                                       |
| Guilherme Bernard      | José Alceu                                    |
| Nicolas Prattes        | Francesco Splendore Batistela (Francesquinho) |
| Vinícius Souza         | Juanito                                       |

### Participaciones especiales
| Actor/Actriz            | Personaje                                |
| ----------------------- | ---------------------------------------- |
| Dado Dolabella          | Matteo Batistela (con 15 años de edad)   |
| Bete Mendes             | Ana Splendore                            |
| Gianfrancesco Guarnieri | Giulio Splendore                         |
| Danton Mello            | Bruno                                    |
| Deborah Evelyn          | Evangelina                               |
| Arlete Salles           | Irmã Tereza (Hermana Tereza)             |
| Ilva Niño               | Irmã Letícia (Hermana Letícia)           |
| Cássio Gabus Mendes     | Clausewitz                               |
| Chico Anysio            | José Medeiros                            |
| Carlos Vereza           | Prof. Amado (Profesor Amado)             |
| Roberto Bonfim          | Agente Justino                           |
| Helena Fernandes        | Belinha                                  |
| Raymundo de Souza       | Renato                                   |
| Antônio Abujamra        | Coutinho Abreu                           |
| Adriana Lessa           | Naná                                     |
| Sérgio Viotti           | Dr. Ivan Maurício (Doctor Ivan Maurício) |
| Guilherme Leme          | Capitão Macário (Capitán Macário)        |
| José Augusto Branco     | Dr. Amorim (Doctor Amorim)               |
| Luciano Vianna          | Epaminondas                              |
| Lafayette Galvão        | Cesquim                                  |
| Francisco Carvalho      | Charreteiro                              |
| Felipe Wagner           | Hernandez                                |
| David Y.W. Pond         | Tibiko                                   |

## Producción

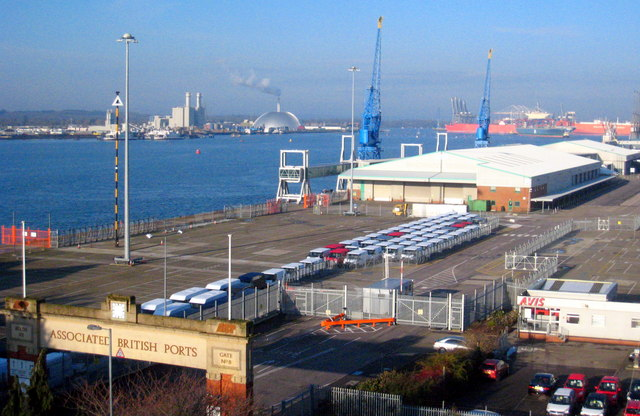
El puerto de Southampton, donde se grabaron las primeras escenas de la telenovela.

Rede Globo tuvo importantes inversiones en la producción de Terra Nostra. Una de las mayores dificultades en la producción de la telenovela fue conseguir el barco en el que se pasarían los primeros capítulos. Después de una gran búsqueda, el barco S.S. Shieldhall, de 1940, fue encontrado al sur de Inglaterra y fue debidamente adaptado para transformarse en el Andrea I de la historia. Las escenas del embarque y el cruce, fueron grabadas en la ciudad portuaria de Southampton, en el sur de Inglaterra, con la participación de unos 50 profesionales y unos 300 extras, incluyendo ingleses, griegos e italianos. El barco partió a las 11 de la mañana, navegó por el Canal de la Mancha y diez horas después regresó a puerto. El desembarco en Brasil fue grabado en el puerto de Santos en São Paulo. La producción de cada capítulo costó 90 mil reales y 1,2 millones de reales en las escenas iniciales de la telenovela.
El creador de la producción, Benedito Ruy Barbosa idealizó Terra Nostra poco después de cerrar Os Imigrantes, una telenovela que escribió para TV Bandeirantes en 1981. El autor recibió miles de cartas de espectadores conmovidos por la trama. Cuando propuso el proyecto de la telenovela a la Rede Globo, Benedito pensó que la producción no sería aceptada debido a los altos costos de producción. Para su sorpresa, la dirección dio luz verde. El autor se inspiró en sus recuerdos de infancia para retratar la colonia italiana de la telenovela. Una segunda parte de la telenovela, con el título Terra Nostra 2 – con los descendientes de Matteo (Thiago Lacerda) y Giuliana (Ana Paula Arósio) como protagonistas – fue incluso considerado, pero Benedito Ruy Barbosa cambió de idea y prefirió retomar el tema con una nueva producción.

### Escenografía y producción artística

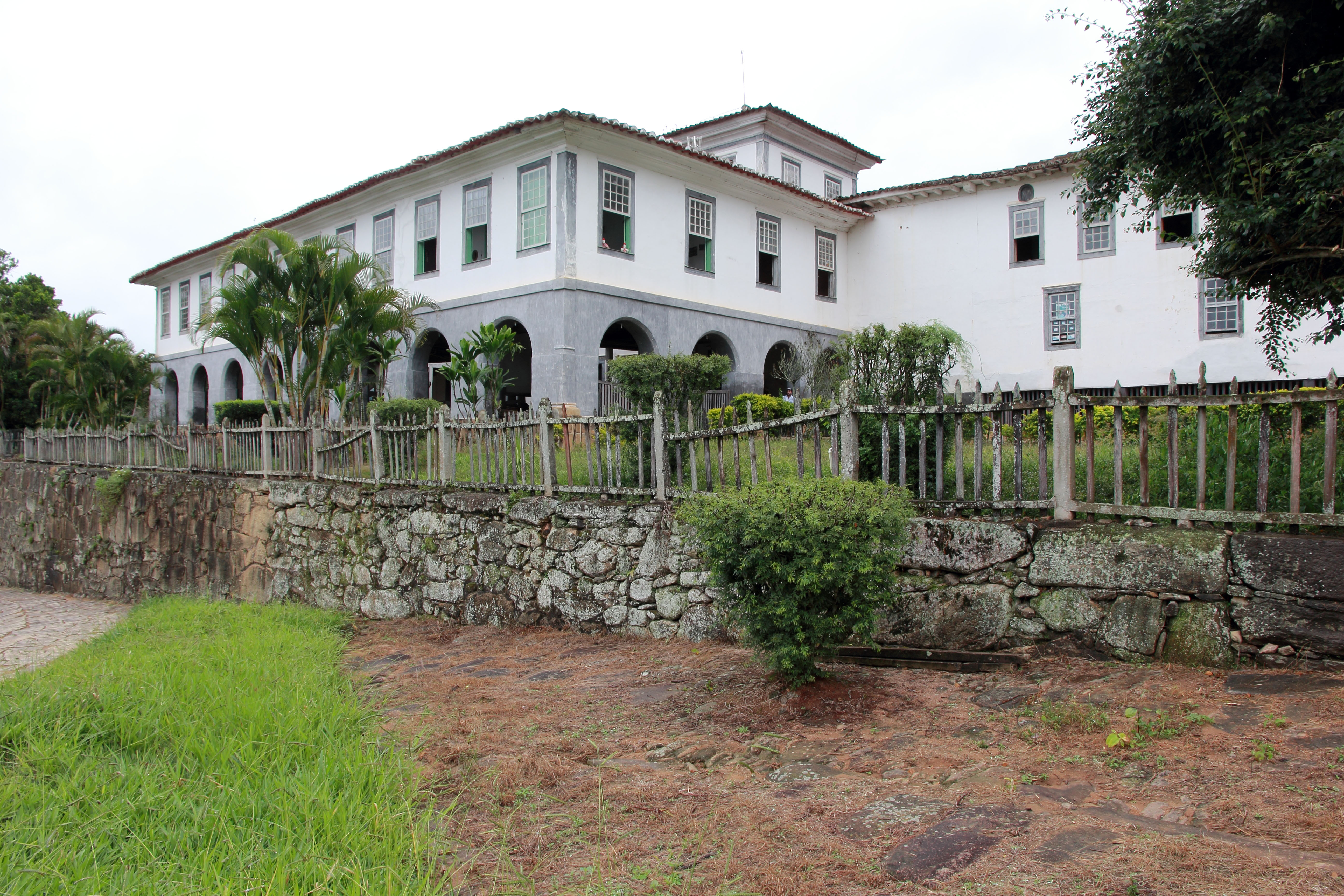
La granja Santa Clara, usada como escenario de la telenovela.

El equipo de escenografía de Terra Nostra comenzó a crear los escenarios de la telenovela seis meses antes de su estreno. La ciudad escénica construida en los Estúdios Globo recreó una parte de la Avenida Paulista de principios del siglo XX. En la ciudad de Pinhal, en el interior de São Paulo, fueron grabadas las escenas de las plantaciones de café. El lugar era uno de los pocos en Brasil donde este tipo de plantación todavía se desarrollaba manualmente. Las granjas seculares que aparecen en la producción se encontraban en Santa Rita de Jacutinga, en Minas Gerais.
Tres equipos de investigadores hicieron una extensa investigación de textos, arte e imágenes para ayudar a reconstituir la era de la telenovela. La investigación de las imágenes fue realizada por tres profesionales coordinados por Madalena Prado de Mendonça. Las imágenes y películas producidas en la época de la aparición del cine, se utilizaron para ilustrar algunas escenas. Varios objetos de la época de la telenovela fueron reproducidos para ambientar la escena, como muebles, instrumentos musicales, periódicos y documentos. Muchos de los muebles fueron comprados en anticuarios de antigüedades en Río de Janeiro, São Paulo y el sur del país.

### Trajes y caracterización
Las imágenes históricas investigadas para la telenovela fueron fundamentales en la concepción y realización de los trajes. Se hicieron cuatro mil trajes para los primeros capítulos, y se usaron casi cinco mil trajes durante toda la telenovela. La ropa, zapatos y sombreros usados por los personajes que interpretaban a los obreros y los campesinos pasaron por un proceso de envejecimiento para adquirir el aspecto de usados.

### Apertura de la telenovela y divulgación
La apertura de Terra Nostra fue hecho con imágenes en blanco y negro de la partida de los italianos a Brasil, grabadas en el puerto de Southampton, en la fase inicial de la telenovela. Días antes del estreno en Brasil, trechos de la apertura de la telenovela fueron divulgados en teasers – anuncios creados para generar expectativa en torno a un producto a ser lanzado – que mostraban cartas escritas por verdaderos inmigrantes.

## Repercusión
Terra Nostra fue una de las telenovelas brasileñas más vendidas en el extranjero, ya que se emitió en más de 80 países, como Colombia, Croacia, El Salvador, España, Francia, Guatemala, Honduras, Israel, Italia, Letonia, Lituania, Marruecos, Rumania y Serbia. En noviembre de 1999, dos meses después de su estrenó en Brasil, la telenovela se emitió en la emisora portuguesa SIC.
En Brasil, el primer capítulo de Terra Nostra tuvo un promedio de 51 puntos en Ibope. Su último capítulo promedió 53 puntos, en aquella época, cada punto equivalía a 80 mil espectadores en el Gran São Paulo. Tuvo un promedio general de 44 puntos. En Portugal, la telenovela fue un gran éxito, alcanzando el 73% de la audiencia del país. En los Estados Unidos, Terra Nostra estrenó en Telemundo, en noviembre de 2000. Unas tres semanas después de su estrenó, ya era el primer lugar en Miami, alcanzando un índice de audiencia del 17,6%. En Italia, fue transmitido por Rete 4, y obtuvo una alta audiencia, alcanzando el 11,8%, lo que representa más de 3 millones de espectadores.
El 11 de mayo de 2000 el presidente de la República Italiana, Carlo Azeglio Ciampi, durante una visita a Brasil, visitó el plató de la telenovela en los estudios de Red Globo en Río de Janeiro.
En 2001 Panamericana Televisión obtuvo los derechos de emisión en Perú.

### Premios y nominaciones
La Asociación Paulista de Críticos de Arte (APCA) otorgó a Terra Nostra el premio Musa de Oro de Promax Latinoamérica por su campaña de lanzamiento. Además, la telenovela fue elegida como el mejor programa de 1999.
Débora Duarte ganó el premio a la mejor actriz, también de la APCA, por su actuación en la telenovela.
| Año  | Premio                          | Categoría                    | Indicado                             | Resultado |
| ---- | ------------------------------- | ---------------------------- | ------------------------------------ | --------- |
| 1999 | Prêmio Arte Qualidade Brasil    | Actriz secundaria            | Ângela Vieira                        | Ganadora  |
| 1999 | Prêmio Arte Qualidade Brasil    | Actor secundario             | Antonio Calloni                      | Ganador   |
| 1999 | Prêmio Arte Qualidade Brasil    | Mejor actriz nueva           | Bianca Castanho                      | Ganadora  |
| 1999 | Prêmio Extra                    | Mejor telenovela             | Benedito Ruy Barbosa                 | Ganador   |
| 1999 | Prêmio Globo de Melhores do Ano | Mejor actor secundario       | Antonio Calloni                      | Ganador   |
| 1999 | Prêmio Globo de Melhores do Ano | Mejor actriz secundaria      | Lu Grimaldi                          | Ganadora  |
| 1999 | Prêmio Globo de Melhores do Ano | Mejor actor nuevo            | Thiago Lacerda                       | Ganador   |
| 1999 | Prêmio Globo de Melhores do Ano | Mejor actriz nueva           | Maria Fernanda Cândido               | Ganadora  |
| 1999 | Prêmio Globo de Melhores do Ano | Lo más destacado del año     | André Luiz Miranda                   | Ganador   |
| 2000 | Troféu APCA                     | Mejor programa de televisión | Benedito Ruy Barbosa Jayme Monjardim | Ganadora  |
| 2000 | Troféu APCA                     | Mejor actriz                 | Débora Duarte                        | Ganadora  |
| 2000 | Troféu APCA                     | Mejor actriz nueva           | Lu Grimaldi                          | Ganadora  |
| 2000 | Troféu Imprensa                 | Mejor telenovela             | Benedito Ruy Barbosa                 | Ganador   |
| 2000 | Troféu Imprensa                 | Mejor actriz                 | Ana Paula Arósio                     | Ganadora  |
| 2000 | Troféu Imprensa                 | Mejor actor                  | Raul Cortez                          | Ganador   |
| 2000 | Troféu Imprensa                 | Mejor actriz/actor nuevo     | Maria Fernanda Cândido               | Ganadora  |
| 2000 | Troféu Imprensa                 | Mejor actor                  | Antonio Fagundes                     | Nominado  |
| 2000 | Troféu Imprensa                 | Lo más destacado del año     | Thiago Lacerda                       | Nominado  |

## Banda sonora

### Volumen I

#### Lista de canciones
| Track listing |                                                                           |                                    |          |  |
| N.º           | Título                                                                    | Artista                            | Duración |  |
| 1.            | «Tormento D'Amore» (Títulos de abertura)                                  | Agnaldo Rayol y Charlotte Church   | 04:20    |  |
| 2.            | «O Sole Mio!»                                                             | José Augusto                       | 04:32    |  |
| 3.            | «Comme Facette Mаmmeta»                                                   | Toquinho                           | 03:25    |  |
| 4.            | «La Signora Di Trent' Anni Fa»                                            | Emílio Santiago                    | 02:55    |  |
| 5.            | «Luna Rossa»                                                              | Caetano Veloso                     | 05:27    |  |
| 6.            | «Come Le Rose»                                                            | Mafalda Minnozzi                   | 04:27    |  |
| 7.            | «Malía»                                                                   | Sandy & Júnior                     | 03:36    |  |
| 8.            | «Non Ti Scordar Di Me»                                                    | Paulo Szot, David Marcondes        | 04:22    |  |
| 9.            | «Lacreme Napulitane / Vurria»                                             | Zizi Possi                         | 05:12    |  |
| 10.           | «Funiculi Funicula»                                                       | Família Lima                       | 02:57    |  |
| 11.           | «Santa Lucía Luntana»                                                     | Jerry Adriani                      | 03:03    |  |
| 12.           | «'O Surdato' Nnammurato»                                                  | Netinho                            | 03:47    |  |
| 13.           | «Canzone Per Un Sognatore»                                                | Marcus Viana                       | 03:32    |  |
| 14.           | «Speranza (Suíte Instrumental): Cavalleria Rusticana / Tarantela / Tosca» | Marcus Viana, Transfônica Orkestra | 07:29    |  |

### Volumen II

#### Lista de canciones
| Track listing |                               |                                                                         |          |  |
| N.º           | Título                        | Artista                                                                 | Duración |  |
| 1.            | «Noi Ci Ammiamo»              | Maria Fernanda Cândido, Raul Cortez                                     | 04:15    |  |
| 2.            | «Maria Dolores»               | Alexandre Flores                                                        | 04:36    |  |
| 3.            | «Um Amor Puro»                | Djavan                                                                  | 05:23    |  |
| 4.            | «Sancta Maria»                | Andrea Bocelli y la Orchestra Dell’ Academia Nazionale di Santa Cecilia | 03:33    |  |
| 5.            | «Canzone Per Te»              | Roberto Carlos                                                          | 03:01    |  |
| 6.            | «Você É Meu Destino»          | Rodrigo Faro                                                            | 04:27    |  |
| 7.            | «Cuore Pellegrino»            | Roberta Lombardi                                                        | 03:13    |  |
| 8.            | «Tous Les Visages de L'Amour» | Gilbert                                                                 | 02:50    |  |
| 9.            | «That's Amore»                | Dean Martin                                                             | 03:07    |  |
| 10.           | «Mamãe Bahiana»               | Cris Aflalo                                                             | 03:34    |  |
| 11.           | «Vai Se Chamar Saudade»       | Antonio Fagundes                                                        | 02:54    |  |
| 12.           | «La Maestá il Sabiá»          | Roberta Miranda, Chitãozinho & Xororó                                   | 04:04    |  |
| 13.           | «Me Pede Prá Ficar»           | Carla Castro                                                            | 03:45    |  |
| 14.           | «Flores No Coração»           | Camila Titinger                                                         | 03:41    |  |
| 15.           | «Tormento D'Amore»            | Marcus Viana, Transfônica Orkestra                                      | 03:23    |  |